# Paradoxapseudes tropicalis
Paradoxapseudes tropicalis is een naaldkreeftjessoort uit de familie van de Apseudidae. De wetenschappelijke naam van de soort is voor het eerst geldig gepubliceerd in 1940 door Miller.